# The Chemical Wedding
Albums de Bruce Dickinson
Accident of Birth
(1997) Scream for Me Brazil
(1999)
The Chemical Wedding est un album de Bruce Dickinson sorti en 1998 et considéré par beaucoup comme le meilleur album de sa carrière solo. Contrairement à son précédent album, cet album est très sombre avec des sons de guitares assez lourds.
Bruce Dickinson accompagné par Adrian Smith et Roy Z compose cette fois-ci un album plus difficile d'accès que les autres traitant de sujets très complexes tels que l'alchimie ou la mythologie.
Le terme Chemical Wedding se réfère au processus alchimique des « noces chimiques ».
Les paroles sont donc basées sur l'alchimie, la philosophie et l'imagerie alchimique. Bruce Dickinson ajoute à l'atmosphère dramatique la poésie de William Blake. On distingue plusieurs œuvres de William Blake dont Bruce Dickinson s'inspire dans cet album : « Le Livre de Thel » pour la chanson Book of Thel ou encore « Le Livre d'Urizen » pour la chanson The Gate of Urizen. L'album sera aussi accompagné des clips The Tower et Killing Floor à noter aussi la participation de Bruce Dickinson dans la bande son du film Bride of Chucky notamment avec la chanson Trumpets of Jericho.
The Chemical Wedding est également le titre d'un film sorti en 2008 coécrit par  Bruce Dickinson lui-même et Julian Doyle.

## Titres
1. King in Crimson" (Dickinson/Roy Z)
2. "Chemical Wedding" (Dickinson/Roy Z)
3. "The Tower" (Dickinson/Roy Z)
4. "Killing Floor" (Dickinson/Smith)
5. "Book of Thel" (Dickinson/Roy Z/Casillas)
6. "Gates of Urizen" (Dickinson/Roy Z)
7. "Jerusalem" (Dickinson/Roy Z)
8. "Trumpets of Jericho" (Dickinson/Roy Z)
9. "Machine Men" (Dickinson/Smith)
10. "The Alchemist" (Dickinson/Roy Z)